# Åke Ahrsjö
Åke Karl-Gustaf Ahrsjö, född den 6 juni 1929 i Borås, död den 19 september 2012 i Stockholm, var en svensk tidningschef, som under närmare 40 år var verksam vid kvällstidningen Expressen. 
Han tog studentexamen som privatist år 1949 och anställdes på Expressen år 1953. År 1956 blev han direktörsassistent. Från 1966 var han till vice verkställande direktör och tidningens ekonomiansvarige. Mellan 1987 och 1992 var han tidningens VD. Mellan 1992 och 1999 var han ordförande för Svenska filminstitutet.
Expressens tidigare chefredaktör Bo Strömstedt skriver i sin bok Löpsedeln och insidan, om Åke Ahrsjö: "Jag har aldrig träffat en tidningsdirektör som var så mycket journalist"..."Hans nyfikenhet var ständig, hans förmåga att dra slutsatser av händelser och skeenden beundransvärd".
Åke Ahrsjö avled under en flygresa från Stockholm till Kapstaden i Sydafrika.